# Майкирх
Майкирх (нем. Meikirch) — коммуна в Швейцарии, в кантоне Берн. 
До 2009 года входила в состав округа Арберг, с 2010 года входит в Берн-Миттельланд. Население составляет 2404 человека (на 31 декабря 2006 года). Официальный код — 0307.